# Mistrzostwa Europy w Lekkoatletyce 1958 – bieg na 800 m kobiet
Bieg na dystansie 800 metrów kobiet był jedną z konkurencji rozgrywanych podczas VI Mistrzostw Europy w Sztokholmie. Biegi eliminacyjne zostały rozegrane 22 sierpnia, a bieg finałowy 24 sierpnia 1958 roku. Zwyciężczynią tej konkurencji została reprezentantka ZSRR Jelizawieta Jermołajewa. W rywalizacji wzięło udział dziewiętnaście zawodniczek z jedenastu reprezentacji.

## Rekordy
| Rekord świata     | Nina Otkalenko (SUN) | 2:05,0 | Zagrzeb, Jugosławia | 24.09.1955 |
| Rekord Europy     | Nina Otkalenko (SUN) | 2:05,0 | Zagrzeb, Jugosławia | 24.09.1955 |
| Rekord mistrzostw | Nina Otkalenko (SUN) | 2:08,8 | Berno, Szwajcaria   | 27.08.1954 |

## Wyniki

### Eliminacje
Bieg 1
| Miejsce | Zawodniczka             | Czas   | Uwagi |
| ------- | ----------------------- | ------ | ----- |
| 1       | Jelizawieta Jermołajewa | 2:10,1 | Q     |
| 2       | Joy Jordan              | 2:10,5 | Q     |
| 3       | Ariane Döser            | 2:10,7 | Q     |
| 4       | Krystyna Nowakowska     | 2:10,7 |       |
| 5       | Eila Helin              | 2:11,9 |       |
| 6       | Jytte Kort              | 2:16,4 |       |
| 7       | Maria Kessels           | 2:38,5 |       |

Bieg 2
| Miejsce | Zawodniczka      | Czas   | Uwagi |
| ------- | ---------------- | ------ | ----- |
| 1       | Diane Leather    | 2:09,8 | Q     |
| 2       | Dzidra Levicka   | 2:10,0 | Q     |
| 3       | Beata Żbikowska  | 2:10,2 | Q     |
| 4       | Margret Buscher  | 2:11,3 |       |
| 5       | Nicole Goullieux | 2:11,7 |       |
| 6       | Milica Rajkov    | 2:13,3 |       |

Bieg 3
| Miejsce | Zawodniczka     | Czas   | Uwagi |
| ------- | --------------- | ------ | ----- |
| 1       | Betty Loakes    | 2:10,6 | Q     |
| 2       | Wiera Muchanowa | 2:10,6 | Q     |
| 3       | Edith Schiller  | 2:10,8 | Q     |
| 4       | Gül Çıray       | 2:11,6 | NR    |
| 5       | Aranka Kazi     | 2:12,1 |       |
| 6       | Saara Vilén     | 2:15,1 |       |

### Finał
| Miejsce | Zawodniczka             | Czas   | Uwagi |
| ------- | ----------------------- | ------ | ----- |
| 1       | Jelizawieta Jermołajewa | 2:06,3 | CR    |
| 2       | Diane Leather           | 2:06,6 |       |
| 3       | Dzidra Levicka          | 2:06,6 |       |
| 4       | Ariane Döser            | 2:08,2 |       |
| 5       | Wiera Muchanowa         | 2:08,4 |       |
| 6       | Edith Schiller          | 2:10,2 |       |
| 7       | Beata Żbikowska         | 2:11,0 |       |
| 8       | Betty Loakes            | 2:11,4 |       |
| 9       | Joy Jordan              | 2:11,6 |       |